# بخش پالپالا
بخش پالپالا (به اسپانیایی: Departamento Palpalá) یک منطقهٔ مسکونی در آرژانتین است که در استان خوخوی واقع شده‌است.